# Sheik Umar Khan
Sheik Umar Khan (* 6. März 1975 in Sierra Leone; † 29. Juli 2014 in Kailahun, Sierra Leone) war ein führender Experte und Arzt im Kampf gegen das Ebolavirus aus Sierra Leone, der selbst an der Krankheit starb. Nach Bekanntwerden seiner Infizierung mit dem Ebolavirus bezeichnete ihn der Gesundheitsminister von Sierra Leone, Miatta Kargbo, als „Nationalheld“.

## Werdegang
Der aus dem Ort Lungi im Norden Sierra Leones stammende Khan studierte an der Sierra Leone University’s College of Medicine and Allied Health Sciences. Er graduierte im Jahr 2001 mit einem Bachelor in Medizin und einem Bachelor in Chirurgie und begann als Arzt für tropische Medizin und Infektionskrankheiten zu arbeiten. Bereits kurz nach Abschluss der Universität diente er für das Ministerium für öffentliche Gesundheit und Hygiene in Sierra Leone, was er bis 2005 beibehielt.
Khan galt als anerkannter Experte im Kampf gegen Krankheiten wie Ebola oder das Lassafieber und arbeitete seit fast zehn Jahren in diesem Gebiet. Seit dem Jahr 2005 war er Kopf des Lassa fever programme am Kenema Government Hospital, 300 Kilometer östlich der Hauptstadt Freetown, ein Gebiet mit der weltweit höchsten Rate an Lassafieber.
In den Jahren 2010 bis 2013 absolvierte er zusätzlich eine dreijährige Facharztausbildung für Innere Medizin im Ghana College of Physicians. Im Rahmen dieser Ausbildung war er im Korle-Bu Teaching Hospital in Accra tätig.

## Ebolafieber-Epidemie 2014
Khan setzte sich für die Bekämpfung des Ebola-Virus und die Versorgung von über hundert infizierten Patienten ein, da sich das Ebola-Virus seit dem Ausbruch im Februar 2014 in Westafrika massiv ausbreitete. Khans Heimatland Sierra Leone galt als Epizentrum der Epidemie, die im Nachbarland Guinea ihren Ausgangspunkt hatte.
Im Kampf gegen das Virus infizierte sich der Arzt selbst und starb eine Woche nach Diagnose der Krankheit in einer Klinik im Norden von Sierra Leone. Unbestätigten Berichten zufolge war Khan für eine Behandlung in Hamburg in Frage gekommen. Gemäß Meldungen der „New York Times“ war er überdies für die Behandlung mit dem Präparat ZMapp, mit dem zuvor bereits zwei US-Helfer und ein inzwischen verstorbener Spanier behandelt wurden, vorgesehen. Dies sei jedoch von seinem Behandlungsteam wegen der ungewissen Wirkung abgelehnt worden.
Khan war das Risiko bekannt. „Ich habe Angst vor Ebola. Ich habe Angst um mein Leben, weil ich es liebe“, sagte er in einem Interview mit Reuters, kurz bevor er erkrankte. Laut Augenzeugen nahm er seine eigene Erkrankung ruhig hin. Er ermunterte sein Umfeld, den Kampf gegen Ebola fortzusetzen. Auf welche Weise er sich ansteckte, ist unklar, zumal er unter Kollegen als sehr gewissenhafter Arzt galt. Mit einem speziellen Spiegel überprüfte er stets, ob sein Schutzanzug Löcher habe.
Dutzende Ärzte und Krankenschwestern haben sich während der Arbeit mit dem Ebolavirus angesteckt. Die meisten überlebten nicht. Ein ugandischer Arzt war in Liberia gestorben, auch einer der führenden Mediziner des John F. Kennedy Medical Center in Monrovia erlag der Krankheit. Im August 2014 meldete das Gesundheitsministerium in Sierra Leone den Tod eines weiteren führenden Ebola-Arztes, Dr. Modupeh Cole.
Der Asteroid (6781) Sheikhumarrkhan wurde am 27. August 2019 nach ihm benannt.